# التجاري بنك

شعار بنك الجنوب حتى العام 2006.

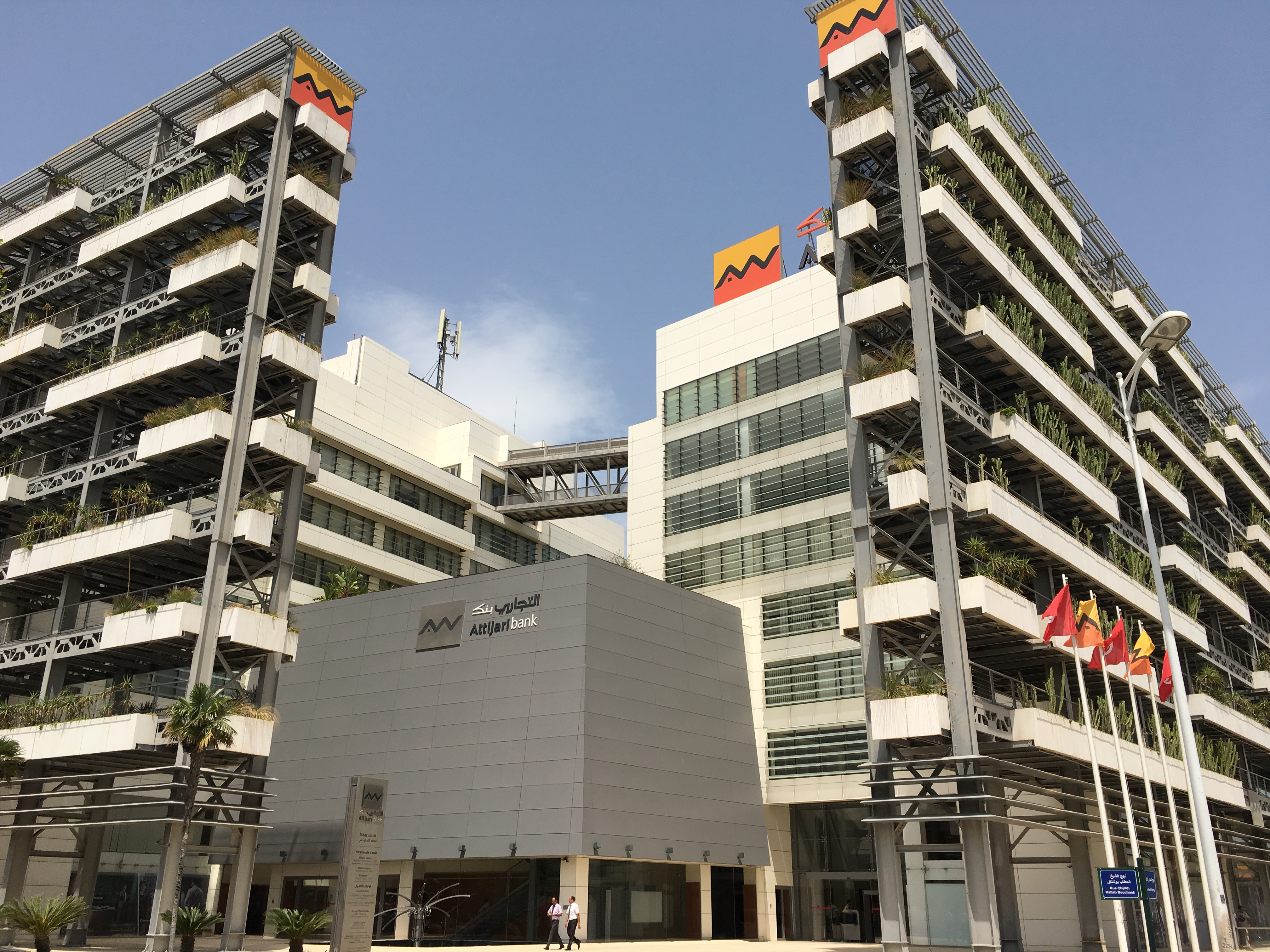
مقر التجاري بنك في تونس العاصمة 2019.

التجاري بنك هو مصرف تونسي تأسس عام 1968 باسم بنك الجنوب، وهو فرع من المجموعة المالية التجاري وفا بنك المغربية منذ عام 2006. بدأت عملية خصخصة بنك الجنوب منذ عام 1997. في نوفمبر 2005، تحصل التجاري وفا بنك المغربي ومجموعة سانتندير الإسبانية على 53.54 ٪ من رأس مال بنك الجنوب. يملك البنك 200 فرعا سنة 2014, مما يجعلها الأكبر في تونس.

## النشاط
يملك التجاري بنك في 2010 شبكة من 169 وكالة، وتهدف لأن تصل إلى المركز الثاني كأكبر البنوك التونسية في 2012.

في 29 ديسمبر 2014، افتتح البنك وكالته رقم 200، وأصبحت التجاري بنك بذلك أكبر مصرف (بنك) في تونس. تحصلت في نفس الوقت على جائزة أفضل بنك في تونس من قبل ذا بنكر التابعة لمجموعة فاينانشال تايمز.

## الشركات التابعة
- التجاري تمويل تونس (Attijari Finances Tunisie)
- التجاري إدارة (Attijari Gestion)
- التجاري عقارات (Attijari Immobilière)
- التجاري وساطة (Attijari Intermédiation)
- التجاري تأجير (Attijari Leasing)
- التجاري انتعاش (Attijari Recouvrement)
- التجاري سيكار (Attijari SICAR)
- GIS (العامة عقارات الجنوب) (Générale Immobilière du Sud)
- GTI (العامة التونسية للحوسبة) (Générale Tunisienne d'Informatique)

## مجلس الإدارة
يتكون مجلس إدارة البنك في 2014 من:
- منصف شفار: رئيس مجلس الإدارة.
- محمد الكتاني: ممثل مجموعة أنادولو قرطاج (Andalucarthage). رئيس مدير عام التجاري وفا بنك.
- هشام سفا: ممثل مجموعة أنادولو قرطاج (Andalucarthage).
- منير أودغيري: ممثل مجموعة أنادولو قرطاج (Andalucarthage).
- بوبكر جاي: ممثل مجموعة أنادولو قرطاج (Andalucarthage).
- خوسيه ريغ إشيفيستي: ممثل مجموعة أنادولو قرطاج (Andalucarthage).
- حسن أورياغلي: عضو مستقل.
- زهرة دريس حرم بوسالمة: ممثلة مجموعة دريس.
- مزوغي مزابي: ممثل مجموعة مزابي.
- إدوارد إسباربس: عضو مستقل.
- محمد علي بكير: ممثل المساهمين القلة.

## روابط خارجية
- الموقع الرسمي.